# El Copal, Papantla
El Copal är en ort i Mexiko.   Den ligger i kommunen Papantla och delstaten Veracruz, i den sydöstra delen av landet, 230 km nordost om huvudstaden Mexico City. El Copal ligger 61 meter över havet och antalet invånare är 156.
Terrängen runt El Copal är huvudsakligen platt, men åt sydväst är den kuperad. Terrängen runt El Copal sluttar norrut. Runt El Copal är det ganska tätbefolkat, med 179 invånare per kvadratkilometer. Närmaste större samhälle är Poza Rica de Hidalgo, 18,0 km sydväst om El Copal. Trakten runt El Copal består till största delen av jordbruksmark.